# Killzone: Mercenary
Killzone: Mercenary ist ein Ego-Shooter für die PlayStation Vita, der von Guerrilla Cambridge entwickelt wurde.

## Handlung
Das Spiel erzählt eine Parallelhandlungen zu den Ereignissen der vorherigen Killzone-Teilen und begleitet den Söldner Arran Danner der Phantom Talon Corporation. Danner führt Aufträge für die ISA-Truppen in der zerstörten Helghast-Metropole durch. Unterstützt wird er dabei von dem mysteriösen Waffenhändler Blackjack und seinem Vorgesetzten Benoit. Später deckt er ein Komplott rund um den vektanischen Botschafter Harkin und seiner Familie auf. Arran Danner wechselt die Fronten und dient den Helghast, um wiederum die Vektaner zu bekämpfen. Schließlich wendet er sich gegen den Talon-Boss Benoit und besiegt ihn in einem Endkampf.

## Spielprinzip
Der Spieler erhält Geldbeträge durch Eliminierungen in Serie oder befreite Geiseln. An Waffendepots des Unternehmens Blackjack kann der Spieler sich gegen die erhaltenen Geldbeträge mit neuen Waffen und Verbesserungen ausstatten. Zudem sind die Waffendepots Speicherpunkte.

## Entwicklung
Januar 2012 strukturierte Sony seine britischen Entwicklerstudios neu und ordnete unter anderem das bisherige Studio Cambridge Guerilla Games zu. Guerilla Cambridge erhielt den Auftrag, einen Ableger der Killzone-Reihe für die später im Jahr erscheinende PlayStation Vita zu entwickeln. Auf der Sony-Pressekonferenz während der Gamescom 2012 wurde es als Killzone: Mercenary offiziell mit einem Trailer vorgestellt. Als Grundlage verwendete das Team die Engine von Killzone 3, die zunächst für die PlayStation Vita konvertiert werden musste. Die anschließende Produktionszeit betrug nach eigenen Angaben etwas weniger als zwei Jahre. Der Soundtrack wurde von Walter Christian Mair komponiert.
Durch einen Patch wurde das Spiel im November 2014 für die auf Vita-Technologie basierende, stationäre PlayStation TV kompatibel gemacht. Dabei wurden einige Balancing-Veränderungen vorgenommen und die Steuerung – aufgrund fehlender Touchfunkionalitäten – zusätzlich für DualShock-Controller angepasst wurde.

## Rezeption
Killzone: Mercenary erhielt meist gute Kritiken. Die Mediendatenbank Metacritic kommt auf eine aggregierte Durchschnittsbewertung von 78 %, GameRankings errechnete basierend auf anderen Publikationen eine Wertung von 77,09 %. Im Test des deutschsprachigen Konsolenmagazins GamePro wurde das Spiel als einer der besten Ego-Shooter für die Vita eingestuft. Während Spielgefühl und Grafik gelobt werden, kritisiert der Test aber die Story.

„Dank klassischem Killzone-Spielgefühl mit passenden Vita-Funktionen macht Killzone auch auf dem Handheld richtig Spaß.“

In Japan erreichte das Spiel in der ersten Veröffentlichungswoche mit 11.053 verkauften Exemplaren Platz 8 der Gesamtverkaufscharts. In der Publikumsabstimmung zum besten PlayStation-Vita-Spiel des Jahres 2013 erreichte der Titel Platz 2 hinter Tearaway.